# Pachyteria sumbaensis
Pachyteria sumbaensis es una especie de escarabajo longicornio del género Pachyteria, tribu Callichromatini. Fue descrita científicamente por Hayashi en 1994.
Se distribuye por Indonesia. Mide 24,8-30 milímetros de longitud. El período de vuelo ocurre en los meses de enero, febrero, abril, junio, julio, noviembre y diciembre.